# Basiliek Santa Ana
Basiliek Santa Ana (Papiaments: Basilika Santa Ana) is een rooms-katholieke kerk in Willemstad, Curaçao.
De kerk werd tussen 1734 en 1752 gebouwd en werd in 1975 door paus Paulus VI tot basilica minor verheven en functioneert tevens als de co-kathedraal van het Bisdom Willemstad.
Basiliek Santa Ana · Fortkerk · Kalifar Omarmoskee · Kathedraal van Pietermaai · Mikvé Israël-Emanuelsynagoge · Tempel Emanu-el